# Забавное (Алтайский край)
Забавное (Екатериненталь (нем. Katharinental), также участок № 34) — село в Табунском районе Алтайском крае, в составе Табунского сельсовета. Основано в 1908 году как село Екатериненталь.
Население — 233 (2013)

## Физико-географическая характеристика
Село расположено на востоке Табунского района в пределах Кулундинской равнины, относящейся к Западно-Сибирской равнине, в 12 км к западу от озера Кулундинское, на высоте 126 метров над уровнем моря. Рельеф местности — равнинный, село окружено полями. Распространены каштановые и тёмно-каштановые почвы.
По автомобильным дорогам расстояние до районного центра села Табуны — 8 км, до краевого центра города Барнаула — 420 км, до ближайшего города Славгород — 25 км.
Климат
Климат умеренный континентальный (согласно классификации климатов Кёппена-Гейгера — тип Dfb). Среднегодовая температура положительная и составляет +2,0° С, средняя температура самого холодного месяца января − 17,1 °C, самого жаркого месяца июля + 20,5° С. Многолетняя норма осадков — 295 мм, наибольшее количество осадков выпадает в июле — 53 мм, наименьшее в марте — 12 мм

## История
Основано в 1908 году. Основатели из колонии Ямбург. До 1917 — католическое село Славгородской волости Барнаульского уезда Томской губернии

## Население
| 1926 | 1980 | 1987 | 1997 | 1998 | 1999 | 2000 | 2001 | 2002 |
| ---- | ---- | ---- | ---- | ---- | ---- | ---- | ---- | ---- |
| 363  | ↘358 | ↘348 | ↘273 | ↗318 | ↘287 | ↗297 | ↗299 | ↗317 |
| 2003 | 2004 | 2005 | 2006 | 2007 | 2008 | 2009 | 2010 | 2011 |
| ↗318 | ↘301 | ↗305 | ↗324 | ↘296 | ↘274 | ↘254 | ↘219 | →219 |
| 2012 | 2013 |      |      |      |      |      |      |      |
| ↘206 | ↗233 |      |      |      |      |      |      |      |

Национальный состав
По данным на 1980 г. 95 % населения села составляли немцы, в 1987 году доля немцев структуре населения сократилась на до 94 %.
Согласно результатам переписи 2002 года, в национальной структуре населения русские составляли 62 %.